# Столяренко, Пётр Кузьмич
Пётр Кузьмич Столяренко (13 июля 1925 года — 17 июня 2018 года) — советский и украинский художник; Заслуженный художник Украинской ССР (1972), Народный художник Украинской ССР (1985). Почётный гражданин Ялты (2015).

## Биография
Родился 13 июля 1925 года в посёлке Капканы (ныне микрорайон Керчи) Крымской Автономной Советской Социалистической Республики.
До войны посещал мастерскую К. Ф. Богаевского.
Принимал участие в Великой Отечественной войне — был связным в партизанском отряде.
С 1945 года занимался в художественной студии при Феодосийской картинной галерее им. И. К. Айвазовского у Н. С. Барсамова. С 1948 года участвовал в выставках, в их числе с 1952 года — в республиканских, с 1953 года — во всесоюзных, а также зарубежных (Венгрия, Югославия, Финляндия, Албания, Франция, США, Япония, Испания, Канада, Италия). В 1963 году состоялась его первая персональная выставка в Киеве.
С 1953 года Столяренко — член Союза художников СССР. В 1963—1978 годах был членом республиканского правления Союза художников. С 1969 года живет и работает в Ялте. В 1990—1995 годах работал в Париже, периодически посещал Бельгию, Люксембург, Монако, Испанию, Италию, Голландию, Данию.
В 2010 году был удостоен золотой медали «За вклад в мировую культуру» международного фонда «Культурное достояние» (Россия).

## Творчество
Среди любимых мотивов Петра Столяренко — натюрморт и пейзаж. Например, это веранды с видом на море. Его пейзажи — эксперименты с фактурой, цветом, бесконечный творческий поиск, открывающий все новые возможности живописи. Главные предметы его полотен — вода, морской берег, лодки, манящий вдаль горизонт. В них решаются проблемы движения света и тонкие нюансы переходных состояний природы.
Работы художника хранятся в музеях Украины, России и многочисленных зарубежных и отечественных частных собраниях.